# Фадин, Евгений Владиславович
Евгений Владиславович Фадин (род. Балашиха, Московская область, Россия — 8 сентября 2023, Украина) — российский военнослужащий, прапорщик. Герой Российской Федерации (посмертно, 2024).

## Биография
Родился в Балашихе Московской области в семье матери — Марины Владимировны и отца — Владислава Евгеньевича, который является полковником в запасе.
Учился в школе, после её окончания прошёл обучение в полицейском колледже, а после, служил в центре беспилотной авиации. Позже мужчина подписал контракт с Министерством обороны Российской Федерации, принимал участие в военной операции России в Сирии, выполняя поставленные задачи, потом стал участником вооружённого вторжения России на Украину. Служил в звании прапорщика.
Медаль «Золотая Звезда» была вручена родителям военнослужащего в Доме Правительства Московской области губернатором А. Ю. Воробьёвым и военачальником С. И. Кобылашем.
Погиб 8 сентября 2023 года в возрасте 27 лет.

## Звания и награды
- Герой Российской Федерации (2024, посмертно)[1][2][3][4][5].
- Медаль «За отвагу»[3].
- Медаль «За боевые отличия»[3].
- Медаль «За укрепление боевого содружества»[3].